# ジョセフ・ヘンリー・シャープ
ジョセフ・ヘンリー・シャープ（英語: Joseph Henry Sharp, 1859年9月27日 - 1953年8月29日）は、アメリカ合衆国の画家である。20世紀初めに多くの芸術家が集まった、合衆国南西部、ニューメキシコ州、タオスの芸術家コミューンの一員となり、ネイティブ・アメリカンの肖像画やその生活を描いたことで知られている。 

## 略歴
オハイオ州ベルモント郡ブリッジポートでアイルランド移民の両親のもとに生まれた。父親は商売人であった。子供時代に溺れかけ、あやうく蘇生することができたが聴力を失うことになり、読唇術を学び、筆談板を持ち歩かなければならなかった。父親は12歳の時亡くなり、釘工場で働き始め家計を助けた。14歳で学校を止め、シンシナティの叔母の家に住み、シンシナティで働きながらシンシナティ美術学校（Art Academy of Cincinnati）で学んだ。
1881年にヨーロッパに渡り、アントウェルペン王立芸術学院で1年ほど学んだ。帰国後、ニューメキシコやアリゾナ、カルフォルニアなどアメリカ西部を旅した。1885年にシンシナティの画家仲間のジョン・ハウザー（John Hauser: 1859–1913）と2度目のヨーロッパでの修行をし 、パリのアカデミー・ジュリアンで学んだ。シンシナティで指導的な画家であったフランク・ドゥフェネク（1848-1919）からも影響を受けた。
1890年にジョン・ハウザーとシャープを含む13人の芸術家がシンシナティ・アート・クラブ（Cincinnati Art Club）の創立会員になった。最初の結婚をしシンシナティ美術学校で教え始めた。1893年にジョン・ハウザーとアメリカ西部への2度目の旅をした 。雑誌「Harper's Weekly」からタオス・プエブロのネイティブ・アメリカンの生活を描いた挿絵の注文を受けていたので、ニューメキシコ州、タオスを初めて訪れた 。シャープはタオスのすばらしさをアカデミー・ジュリアンでともに学んだアーネスト・ブルーメンシャイン（Ernest Leonard Blumenschein: 1874–1960）やバート・フィリップス（Bert Geer Phillips: 1868–1956)に伝えた。1909年にタオスの古い礼拝堂を購入してスタジオにし、1913年からは家族でタオスに住んだ。ブルーメンシャインらもタオスを訪れるようになり、彼らやイアンガー・アーヴィング・カウス（1866-1936）と1915年にタオス芸術家協会（Taos Society of Artists）の創設メンバーとなり、この協会は1927年まで存続した。1814年に最初の妻が亡くなった。
1930年から8年間ほど、2番目の妻と冬をハワイで過ごし、ハワイで描いた絵をハワイの美術館で展示するようになった 。93歳になった1953年までタオスのスタジオで働いた後、カルフォルニアに移り、翌年カルフォルニアのパサデナで死去した 。

## 作品

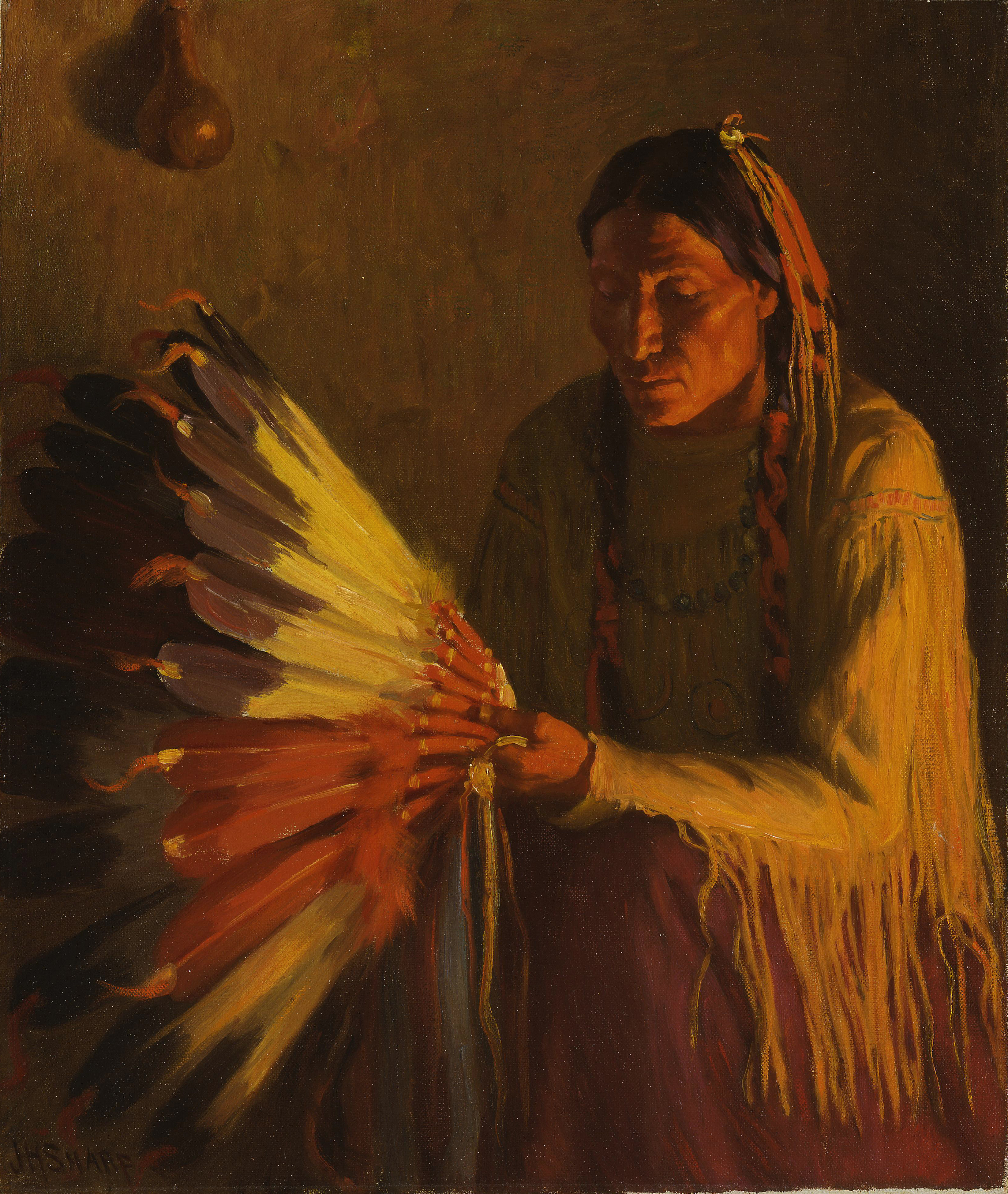
ウォーボンネット (c.1904) Buffalo Bill Center of the West
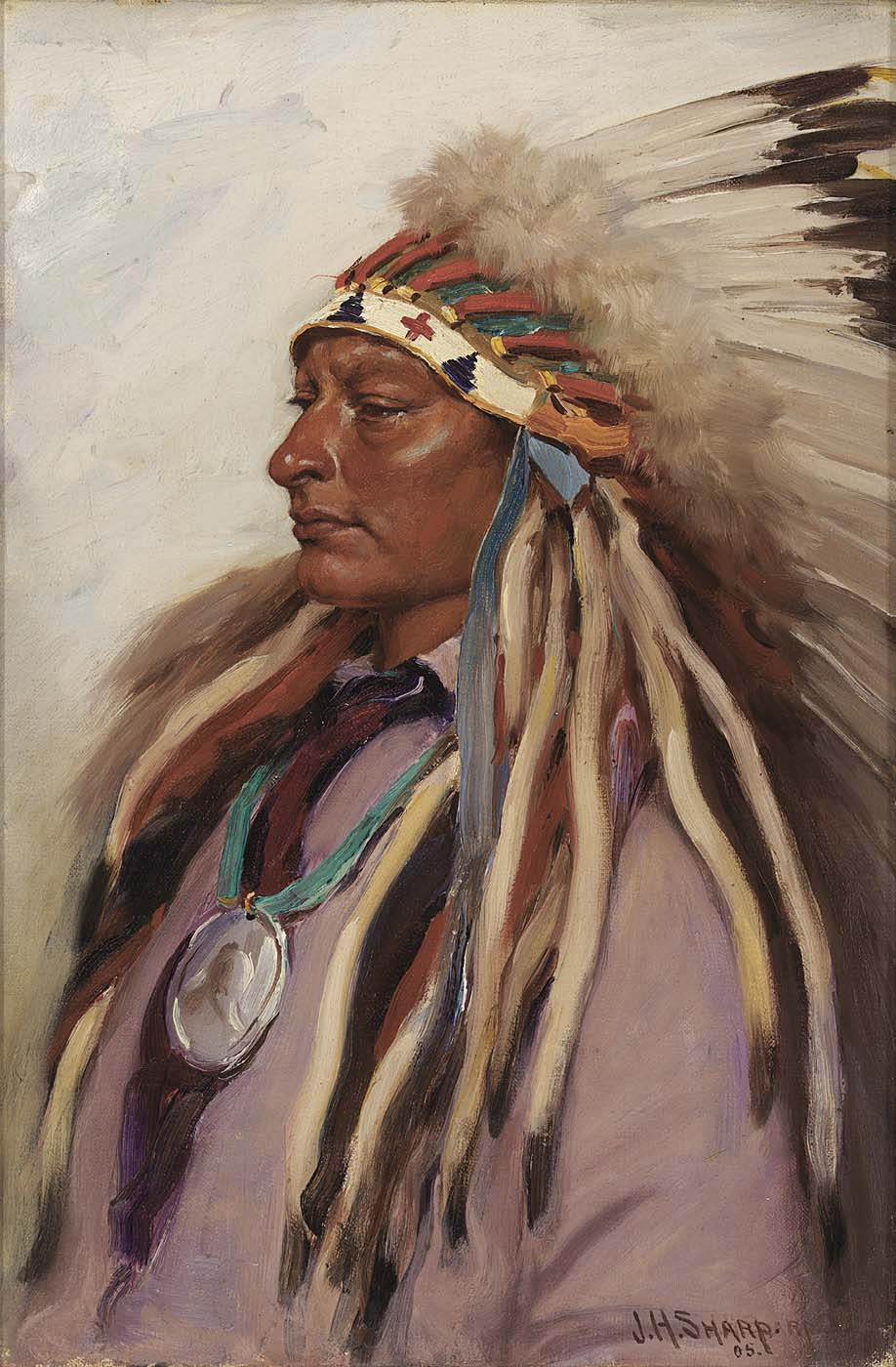
Chief Spotted Elk (1905) スミソニアン・アメリカンアート・ミュージアム
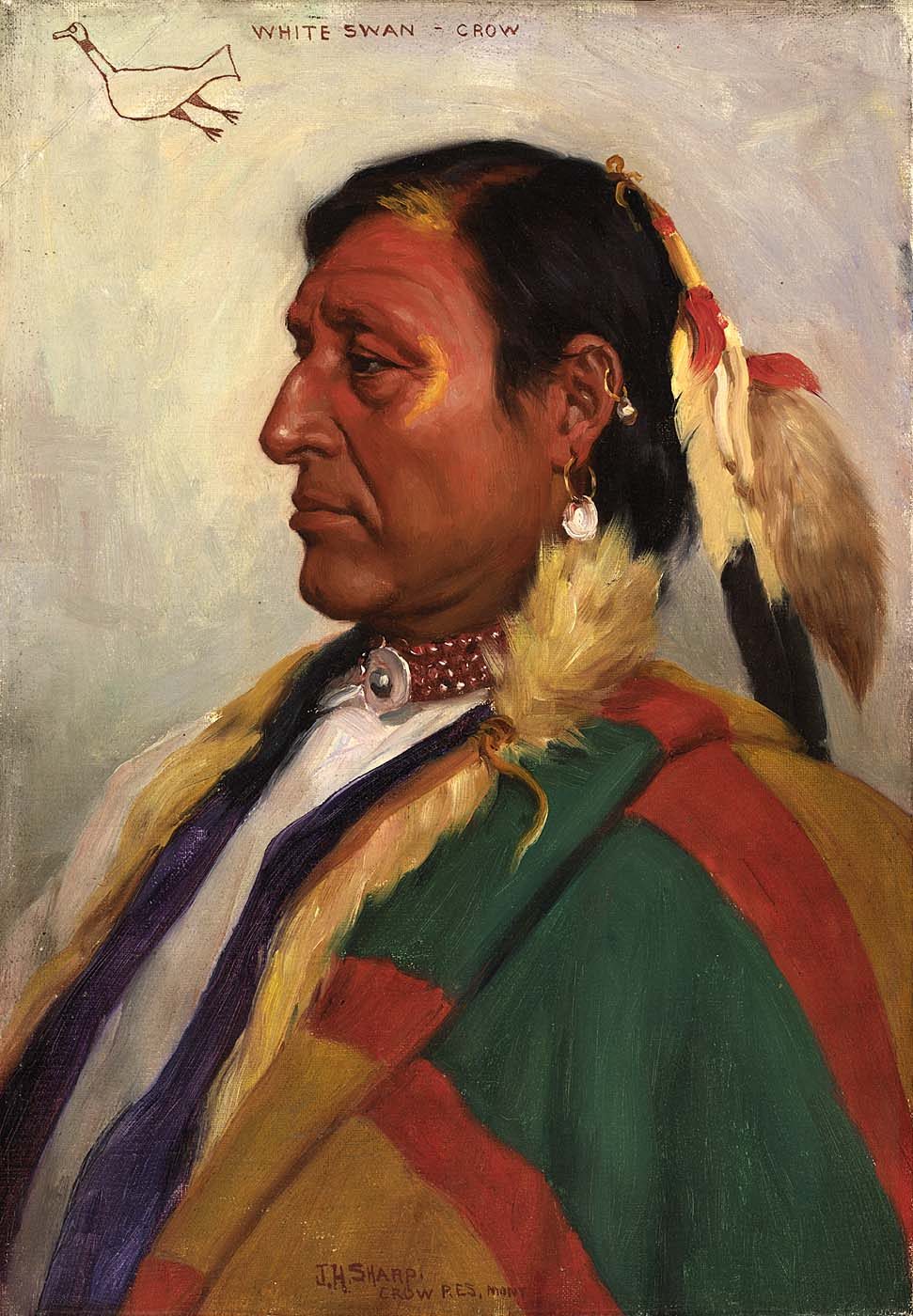
White Swan (c.1900) スミソニアン・アメリカンアート・ミュージアム
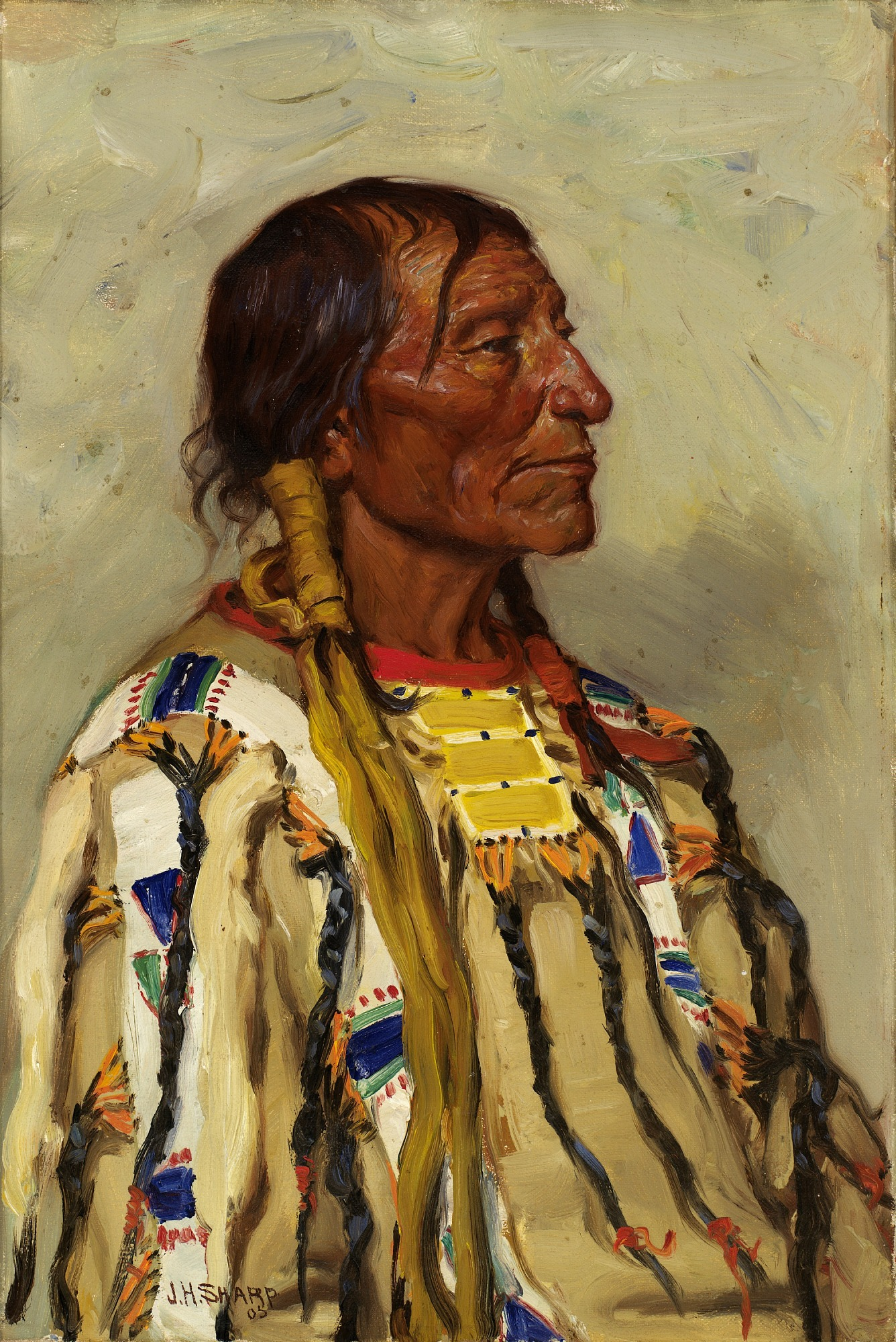
Chief Flat Iron (1905)

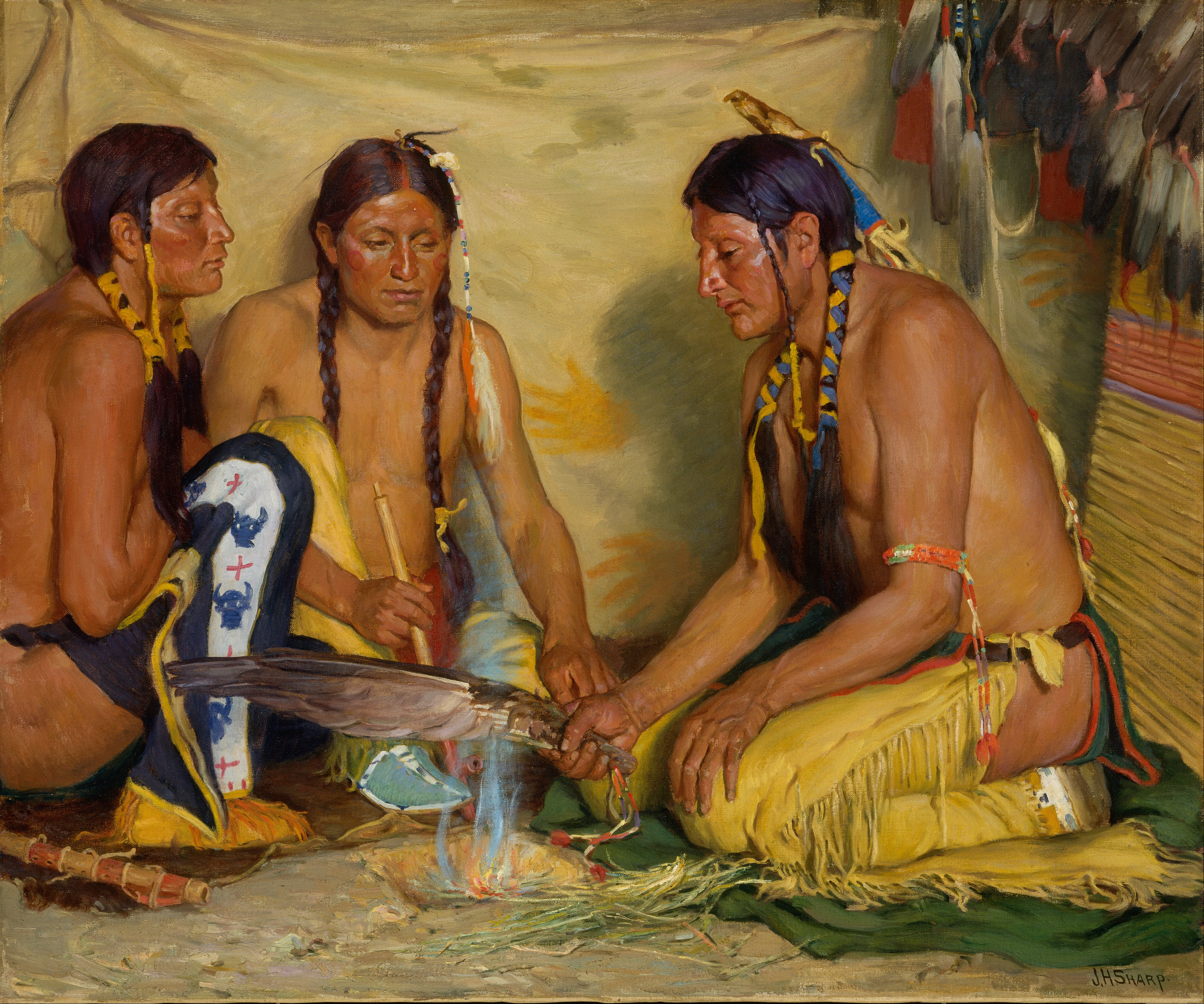
薬の調製
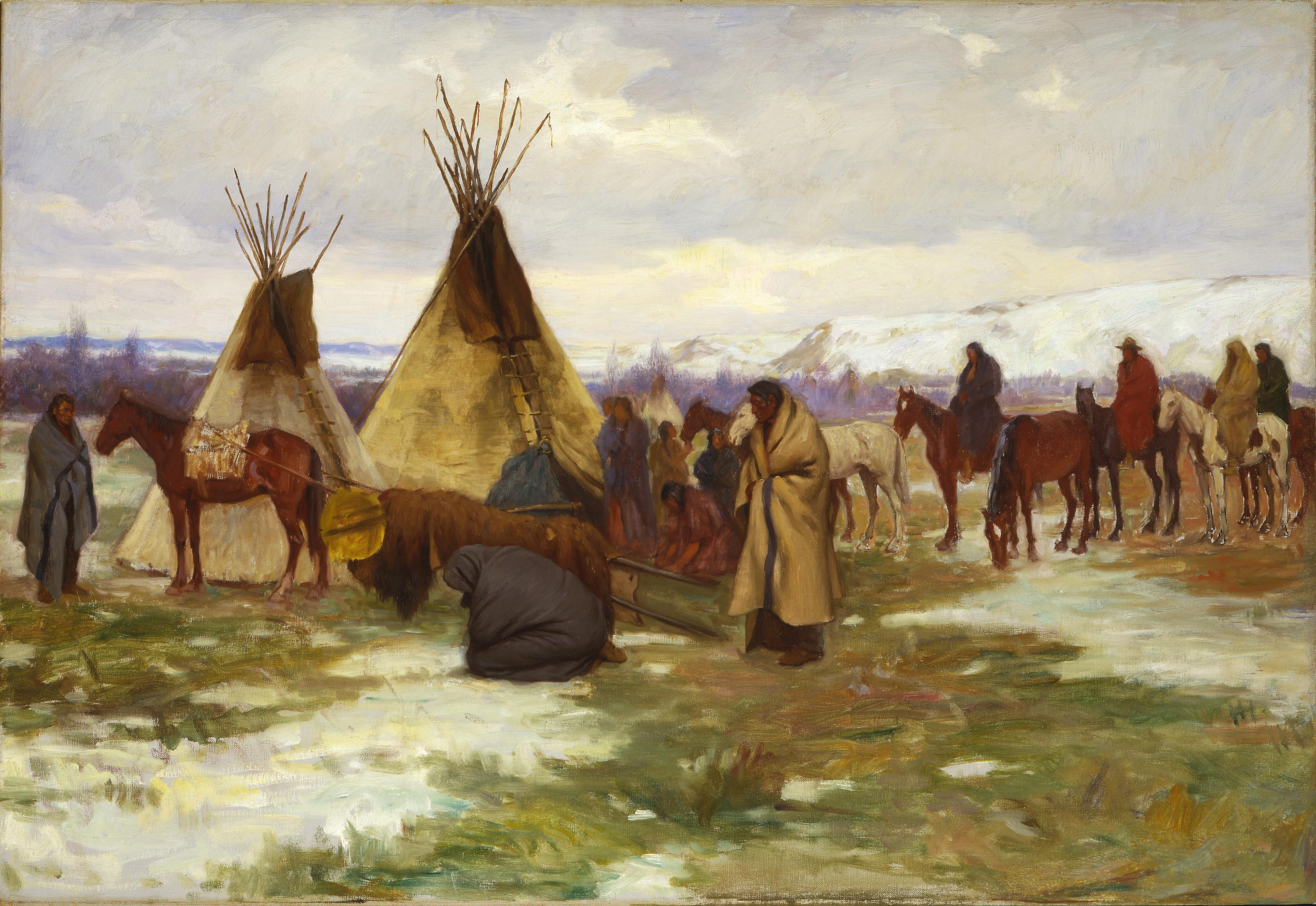
族長の葬送
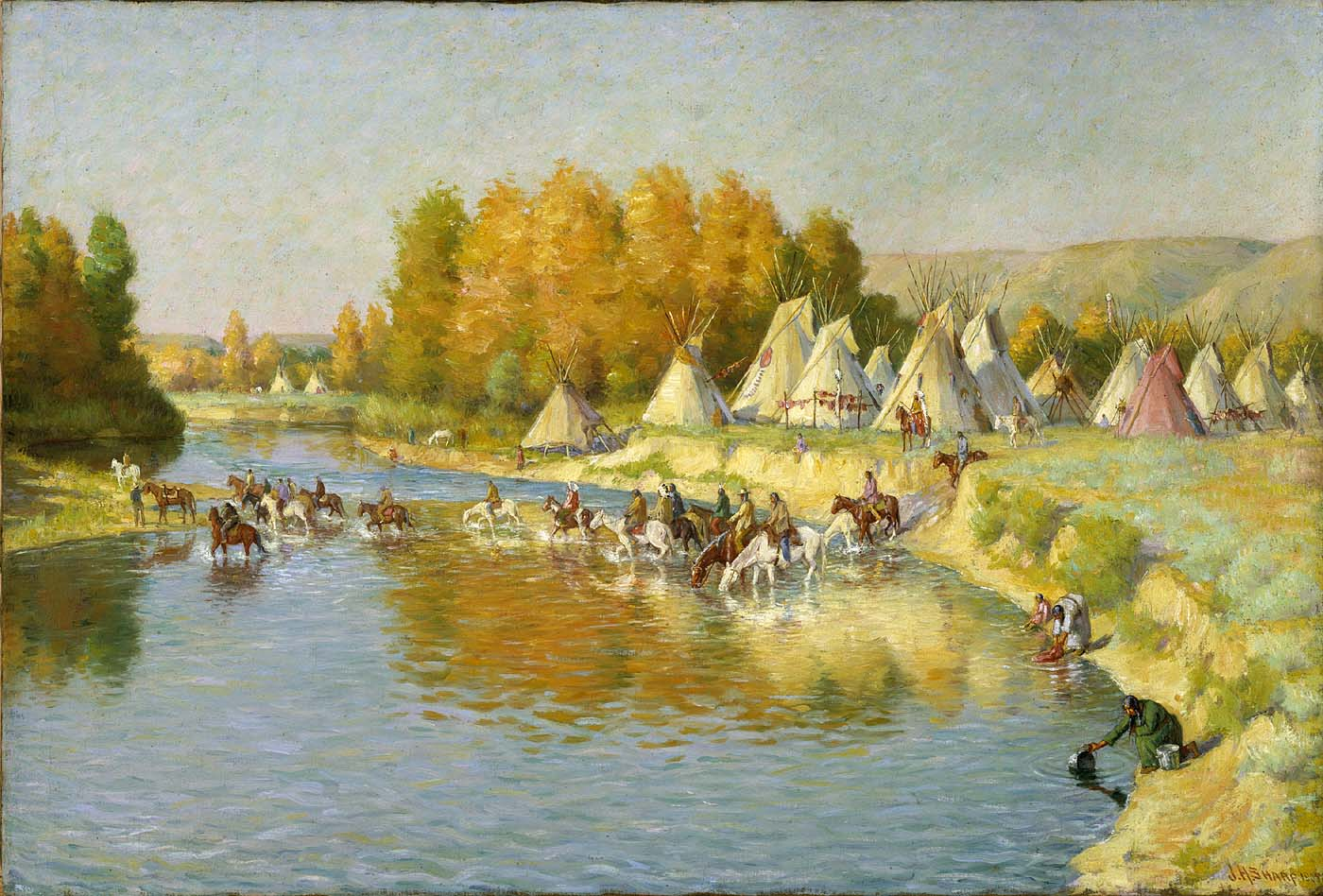
インディアンの野営地